# Deutsche Sledge-Eishockey Liga 2004/05
Die Saison 2004/05 war die fünfte Spielzeit der Deutschen Sledge-Eishockey Liga. Durch die Aufnahme der Heidelberg Knights nahmen mit den Bremer Pirates, Cardinals Dresden, Hannover Scorpions und Yetis Wiehl erstmals fünf Mannschaften am Spielbetrieb teil. Den Titel des Deutschen Meisters sicherten sich zum fünften Mal die Hannover Scorpions.

## Modus
Die fünf Mannschaften trugen die Spielzeit im Ligasystem aus. Dabei spielte jedes Team insgesamt acht Mal und somit zweimal gegen jedes andere Mannschaft. Insgesamt umfasste die Saison 20 Spiele. Für einen Sieg gab es zwei Punkte, bei einem Unentschieden für jede Mannschaft einen.

## Saisonverlauf
Mit der Aufnahme der Heidelberg Knights verließen die Bremen Pirates erstmals den letzten Tabellenplatz, nachdem sie die beiden Vergleiche gegen Heidelberg gewinnen konnten. Heidelberg schloss die Premierensaison abgeschlagen und sieglos mit nur einem erzielten Tor auf dem letzten Tabellenplatz ab. Auch die Dresden Cardinals sorgten mit dem 1:0-Sieg über die Hannover Scorpions am 30. Januar 2005 für ein Novum im deutschen Sledge-Eishockey. Es war die erste Niederlage überhaupt für den Serienmeister. Dadurch, dass Dresden jedoch ein Spiel gegen Wiehl verlor, sicherten sich die Niedersachsen den fünften Titel in Folge, wobei der Vorsprung auf den Vizemeister Dresden nur zwei Punkte betrug.

## Abschlusstabelle
Abkürzungen: Sp = Spiele, S = Siege, U = Unentschieden, N = Niederlagen, ET = Erzielte Tore, GT = Gegentore, TD = Tordifferenz, Pkt = Punkte
| Pos |                    | Sp | S | U | N | ET | GT  | TD   | Pkt |
| --- | ------------------ | -- | - | - | - | -- | --- | ---- | --- |
| 1   | Hannover Scorpions | 8  | 7 | 0 | 1 | 66 | 6   | +60  | 14  |
| 2   | Cardinals Dresden  | 8  | 6 | 0 | 2 | 36 | 16  | +20  | 12  |
| 3   | Yetis Wiehl        | 8  | 5 | 0 | 3 | 70 | 25  | +45  | 10  |
| 4   | Bremer Pirates     | 8  | 2 | 0 | 6 | 23 | 46  | −23  | 4   |
| 5   | Heidelberg Knights | 8  | 0 | 0 | 8 | 1  | 103 | −102 | 0   |